# Tricky
Tricky este un muzician și actor englez. Muzica sa este o îmbinare de rock, hip-hop și pop. Albumul său de debut Maxinquaye a fost nominalizat la Mercury Prize și a fost votat albumul anului de revista New Musical Express.

## Discografie
- Maxinquaye (1995)
- Nearly God (1996)
- Pre-Millennium Tension (1996)
- Angels with Dirty Faces (1998)
- Juxtapose (1999)
- Blowback (2001)
- Vulnerable (2003)
- Knowle West Boy (2008)

## Artiști cu care a colaborat
- Damon Albarn of Blur[2]
- Ambersunshower
- Sub Sub
- Live
- Björk
- Bernard Butler
- Pete Briquette
- Rob Cavallo
- Greg Cohen
- Cath Coffey
- Lisa Coleman
- Elvis Costello
- Neneh Cherry
- DMX
- Carmen Ejogo
- Flo
- Nelly Furtado
- Garbage
- Alison Goldfrapp
- Gravediggaz
- Terry Hall
- PJ Harvey
- Chesney Hawkes
- Tool
- Scott Ian
- Inner Circle
- Keisha White
- Afrika Islam
- Grace Jones
- Josh Klinghoffer
- Ed Kowalczyk of Live
- Cyndi Lauper
- Mad Dog
- Massive Attack
- Wendy Melvoin
- Alanis Morissette
- Mos Def
- Alison Moyet
- DJ Muggs
- Paul Oakenfold
- Tim Pierce
- Red Hot Chili Peppers
- Marc Ribot
- Mark Saunders
- Jane Scarpantoni
- Émilie Simon
- Sunshine
- Terranova
- Mark Thwaite
- Martina Topley-Bird
- Lawrence "Tricky Loz-Dog" Leung
- Zeb